# Epirrhoe albescens
Epirrhoe albescens är en fjärilsart som beskrevs av Hans Rebel 1910. Epirrhoe albescens ingår i släktet Epirrhoe och familjen mätare. Inga underarter finns listade i Catalogue of Life.